# Terrorismo no Brasil
Terrorismo no Brasil tem ocorrido desde, pelo menos, a década de 1940.

## Legislação
A Lei Antiterrorismo é uma legislação brasileira encaminhada em 18 de junho de 2015 pelo poder executivo à Câmara dos Deputados e que trata da tipificação, julgamento e punição para crimes de natureza terrorista no território do brasileiro. Após aprovada no Congresso, foi sancionada pela presidente Dilma Rousseff em 16 de março de 2016.
A legislação prevê pena de reclusão de 12 a 40 anos, além das sanções correspondentes à ameaça ou à violência e tipifica que o terrorismo consiste na prática por um ou mais indivíduos dos atos previstos neste artigo, por razões de xenofobia, discriminação ou preconceito de raça, cor, etnia e religião, quando cometidos com a finalidade de provocar terror social ou generalizado, expondo a perigo pessoa, patrimônio, a paz pública ou a incolumidade pública.
A legislação deu embasamento jurídico para as prisões do dia 21 de julho de 2016 em que PF prendeu 10 suspeitos de planejarem atentados durante os Jogos Olímpicos do Rio de 2016.

## Histórico

### Século XX

#### Shindo Renmei
A Shindo Renmei foi uma organização terrorista nipo-brasileira cujos ataques eram motivados pela negação à rendição japonesa no final da Segunda Guerra Mundial; os ataques foram perpetrados contra outros nipo-brasileiros.

#### Ditadura militar
Durante a ditadura militar brasileira (1964-1985), uma série de eventos que poderiam ser classificados como atentados terroristas da extrema-direita ou terrorismo de Estado. Os casos mais famosos são o Caso Para-Sar e Atentado do Riocentro. Houve também uma série de atentados à bomba de menor alcance realizadas pelo Grupo Secreto e pela Aliança Anticomunista Brasileira neste período, sendo o atentado no qual veio a falecer Lyda Monteiro da Silva na OAB-RJ o mais conhecido destes.
Caso Para-Sar
Caso Para-Sar, também conhecido como Atentado ao Gasômetro, diz respeito a um plano terrorista arquitetado em 1968 pelo brigadeiro João Paulo Burnier para desacreditar e reprimir os oposicionistas da ditadura militar que então governava o Brasil. Consistia em empregar o esquadrão de resgate Para-Sar na detonação de explosivos em diversas vias públicas do Rio de Janeiro, atentados esses com potencial para provocar milhares de mortes e que seriam atribuídos a movimentos de esquerda. Na fase secundária da missão, o clima de caos proporcionado pelas tragédias seria usado para encobrir o sequestro e assassinato de quarenta figurões da política brasileira, entre eles Carlos Lacerda, Jânio Quadros e Juscelino Kubitschek.
Atentado do Riocentro
O Atentado do Riocentro, também chamado Caso do Riocentro, foi um ataque terrorista perpetrado por setores do Exército Brasileiro e da Polícia Militar do Rio de Janeiro na noite de 30 de abril de 1981, com o objetivo de incriminar grupos que se opunham à ditadura militar no Brasil e, assim, justificar a necessidade do seu aparato de repressão e retardar a abertura política em andamento. Exemplo emblemático do terrorismo de Estado praticado pela ditadura, previa uma série de explosões no Centro de Convenções do Riocentro, no Rio de Janeiro, quando ali se encontravam 20 mil pessoas durante um espetáculo de MPB em comemoração do Dia do Trabalhador.
Parte de uma longa série de atentados a bomba conduzidos por membros das Forças Armadas do Brasil, o atentado foi planejado como o maior ataque terrorista da história do país e recebeu intensa preparação, com conhecimento e participação da alta cúpula militar e, possivelmente, do próprio presidente da República, o general João Figueiredo. As explosões levariam o público a assustar-se e a buscar escapar rapidamente do Riocentro, ocasionando grande número de feridos e, potencialmente, centenas de pessoas pisoteadas. Contudo, a condução desastrada da operação minou os seus efeitos. Uma das bombas explodiu longe de seu alvo e outra detonou prematuramente, danificando os explosivos restantes e vitimando dois dos terroristas, o sargento Guilherme Pereira do Rosário, que morreu instantaneamente, e o capitão Wilson Dias Machado, que ficou gravemente ferido. Na sequência dessas falhas, outros militares removeram discretamente os explosivos instalados no palco do show, antes que explodissem.
Na tentativa de assegurar a impunidade de seus autores, durante as investigações o Exército forjou evidências e creditou o ataque a organizações de esquerda que na época se encontravam inativas, uma conclusão que, imediatamente, foi recebida como sendo mentirosa. As investigações seriam reabertas muitas vezes ao longo dos anos, mas sempre freadas por decisões do Judiciário de que os crimes estariam cobertos pela Lei da Anistia — tecnicamente, aplicável apenas a crimes cometidos entre 1961 e 1979 — e, mais tarde, de que eles estariam prescritos. Em seu último episódio, em 2014 foram formalmente acusados de crimes relacionados ao atentado os generais Newton Cruz, Otávio Aguiar de Medeiros, Job Lorena de Sant’Anna e Edson Sá Rocha, e os coronéis Freddie Perdigão Pereira e Wilson Machado, dentre outros, mas o Tribunal Regional Federal da 2ª Região decidiu pelo trancamento da ação penal, e mais tarde essa decisão foi mantida pelo Superior Tribunal de Justiça e o Supremo Tribunal Federal.

### Século XXI

#### Crime organizado

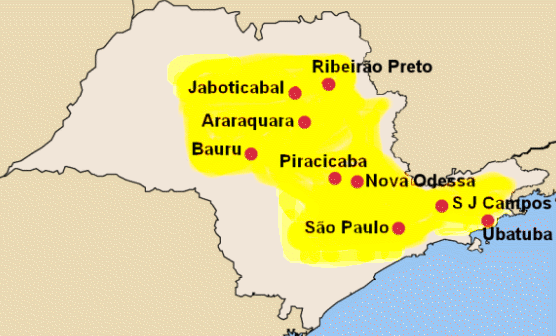
Principais regiões do estado de São Paulo que sofreram ataques do PCC durante os atos de violência organizada de 2006

Em outubro de 2002, a Polícia Civil de São Paulo revelou, após investigação, que a sede da Bolsa de Valores de São Paulo havia sido escolhida como alvo de um atentado terrorista que seria perpetrado pela facção criminosa Primeiro Comando da Capital (PCC), com ameaças de uso de explosivos. O ataque acabou não ocorrendo por causa da prisão de Petronília Maria de Carvalho Felício, que fez com que os integrantes da facção desistissem do ato. Na história da Bovespa até então, só havia registro de ameaças anônimas feitas por telefone, mas o prédio nem chegou a ser evacuado.
Em 12 de maio de 2006, uma onda de atentados contra forças de segurança e alguns alvos civis com origem no estado de São Paulo por ordem do grupo criminoso conhecido como Primeiro Comando da Capital (PCC). No dia 14, o ataque já havia se espalhado por outros estados do Brasil, como Espírito Santo, Paraná, Mato Grosso do Sul, Minas Gerais e Bahia (este último sem ligação direta com o PCC). Os ataques tomaram uma repercussão nacional e internacional, sendo que causaram pânico geral e clima de terrorismo na população.
Diversos atos de violência organizada sucederam-se na Região Metropolitana do Rio de Janeiro da noite 20 de novembro até o dia 27 de novembro de 2010, quando bandidos ligados ao narcotráfico tentaram promover um "arrastão" na Rodovia Rio-Teresópolis — um trecho da BR-116 também conhecido como "Rodovia Rio-Magé" — em Duque de Caxias, causando a morte de um motorista. Durante os ataques e depois, durante as operações, registrou-se que pelo menos 181 veículos teriam sido incendiados pelos criminosos. Nesse período, ocorreram ainda 39 mortes, cerca de duzentas detenções para averiguação e quase setenta prisões.

#### Terrorismo islâmico
Segundo a Polícia Federal do Brasil, pelo menos sete grupos terroristas islâmicos operam no país: Al Qaeda; Jihad Media Battalion; Hezbollah; Hamas; Jihad Islâmica; Al-Gama'a Al-Islamiyya e Grupo Combatente Islâmico Marroquino. Esses grupos operam dentro do território nacional e a maioria também é conhecida por operar na Tríplice Fronteira (Argentina, Brasil e Paraguai). Algumas autoridades que monitoram a área declararam que o Brasil deveria participar mais ativamente da luta internacional contra o terrorismo. Documentos vazados pelo site WikiLeaks afirmam que a Polícia Federal do Brasil prendeu muitas vezes pessoas que tinham ligações com o terrorismo, mas os acusou de crimes que não eram relacionados ao tema para evitar estigmatizar a comunidade muçulmana do Brasil ou prejudicar a imagem do território como um destino turístico.
Em 21 de julho de 2016, duas semanas antes do início da Olimpíada do Rio, a Polícia Federal brasileira prendeu um grupo terrorista jihadista islâmico que planejava atentados semelhantes aos do massacre de Munique em 1972. Dez pessoas suspeitas de serem aliadas ao Estado Islâmico foram presas e duas fugiram. Além disso, o grupo terrorista incentivou agressivamente ataques de lobos solitários para atingir atletas do Reino Unido, Estados Unidos e França, sugerindo o uso de venenos ou explosivos ligados a drones.
Segundo documentos vazados pelo site WikiLeaks, embora a comunidade muçulmana no Brasil seja formada majoritariamente por integrantes moderados, o país abriga elementos radicais genuínos, alguns na região de Foz do Iguaçu e outros em São Paulo.